# Mojmír Vaněk
Mojmír Vaněk (9. února 1911 Přerov – 8. května 1992 Ženeva) byl osobním tajemníkem prezidenta dr. E. Beneše, prvním ředitelem sekce pro umění a hudbu při UNESCO v Londýně a v Paříži, členem ustavujícího výboru hudebního festivalu Pražské jaro, politickým vězněm komunistického režimu, vědeckým a publikačním pracovníkem s profesorským úvazkem švýcarských a francouzských univerzit, organizátorem a iniciátorem koncertů komorní hudby v Ženevě, s propagací českých orchestrů, českých skladatelů a moderní hudby. Byl také historikem umění, muzikologem, estetikem.

## Život

### Osobnost
Diplomat, imposantního vzezření, ryzího charakteru, jemný, statečný, který svůj celý život zasvětil muzice, teorii muziky a výtvarnému umění, propagaci především české muziky v cizině a organizaci různých festivalů a komorních koncertů ve Švýcarsku. Pod patronací společnosti Migros organizoval od roku 1976 více než 80 koncertů – „Temps et musique“
Publikoval a přeložil desítky muzikologických knih, mimo jiné překládal a psal rozsáhlou studii o historiku umění Maxe Dvořáka (1874–1921), stovky komentářů a článků k hudebním edicím, koncertům, gramofonovým deskám. Zabýval se dějinami estetiky a umění. Přednášel na sympoziích v různých institucích a univerzitách v řadě evropských měst, pracoval pro Radio Suisse Romande – pětidílné cyklické pořady.
Byl hudebník, hrál na klavír, varhany, housle a violu.
Mluvil francouzsky, německy, polsky, italsky, anglicky.

### Mládí, studium, profese a politická angažovanost
Mojmír Vaněk se narodil v Přerově jako prostřední dítě v rodině profesora Ferdinanda Vaňka (1879–1915) a učitelky Věry Vaňkové, rozené Kučerové (1880–1948). Bratr Rostislav Vaněk byl čtyři roky starší, sestra Marie Vaňková, provdaná Hajznerová byla tři roky mladší. Otec zemřel záhy ve věku 36 let, dětem bylo 8 a 4 a 1/2 roku.
Značným ulehčením tíživé finanční situace bylo, že Mojmír obdržel po vychození obecné školy a nižších gymnaziálních tříd v Přerově v roce 1927, jako jeden z nejlepších žáků československých středních škol, československé stipendium na liceu Nimes ve Francii. V roce 1930 maturoval v Mont Pellier. Právo studoval na Karlově univerzitě v Praze, kde 7. března 1936 promoval. Stal se asistentem pro obor dějin na právnické fakultě, současně studoval v letních měsících na několika universitách v Krakově, Vídni a Cavtatu-Jugoslávii. V roce 1937 se stal presidiálním tajemníkem České akademie věd a umění u J. B. Foerstra (prezident České akademie věd a umění v letech 1931–1939).
V roce 1942 se oženil s historičkou umění PhDr. Olgou Frejkovou, rozenou Zajícovou (Bílina 11. listopadu 1905 – Ženeva 1. června 1991), která se tehdy zabývala výzkumem renesanční architektury v Čechách a v letech 1940–1949 o ní vydala čtyři publikace. V roce 1969 oba společně emigrovali do Švýcarska.
V době okupace (1939–1945) pomáhal vytvářet pracovní podmínky řadě hudebních umělců (Pražské kvarteto, České noneto a další).
Od června 1945 byl povolán do funkce kulturního referenta kanceláře prezidenta republiky a zároveň se stal osobním tajemníkem prezidenta Beneše. V dubnu 1946 byl uvolněn jako přednosta sekce pro mezinárodní uměleckou spolupráci v UNESCO, nejprve se sídlem v Londýně, později v Paříži. V březnu 1947 se vrátil na své místo v kanceláři prezidenta republiky jako referent v právním a politické odboru.
V roce 1945 vstoupil do strany Národně socialistické, bez politické funkce, a setrval v ní do roku 1948.

### Politické trestní stíhání a věznění
V roce 1948, po únorových událostech byl na hodinu propuštěn. Později byl převeden do Ministerstva unifikací – pro sjednocení zákonů, do referátu kulturního a církevního. Byla mu znemožněna obhajoba doktorátu z filozofie.
27. září 1949 byl zatčen, stejný den jako JUDr. Milada Horáková a 21. června 1950 odsouzen v procesu Čupera a spol. (druhý následující proces po M. Horákové) na 18 let pro zločiny velezrady a vyzvědačství. V témže procesu byl také odsouzen druhý osobní tajemník prezidenta Beneše JUDr. Václav Sýkora (1909–1983) na 25 let.

#### Z rozsudku
Trestný čin:.
„Obžalovaný dr. M. Vaněk je bývalým osobním tajemníkem bývalého prezidenta dr. Beneše a po únoru 48 byl přeložen jako odborový rada do min. Unifikací. V dubnu 49 poznal, že obžalovaný dr. Sýkora pracuje protistátně. Obžalovaný dr. M. Vaněk s jeho ilegální prací souhlasil, do této se plně zapojil a sám se nabídl, že mu opatří zprávy, které by pak byly ilegálně zasílány do ciziny, zejména o církevních otázkách. V květnu 49 vypracoval pro obžalovaného dr. Sýkoru zprávu o průběhu politického školení určenou pro BBC a známého špiona západních imperialistů a válečného štváče Bruce Lockharta. Tuto zprávu, která tvoří státní tajemství předal obžalovanému dr. Sýkorovi k další dopravě do ciziny. ... Na vyzvání obžalovaného dr. Žateckého varoval dr. Jínu před zatčením a naváděl ho, aby ilegálně opustil území ČSR.“ V Praze dne 21. července 1950 dr. Vojtěch Rudý
Anabáze věznic: Ruzyň, Bory, Pardubice, Ostrov, Bytíz, Leopoldov, Mírov, Valdice.

#### „Charakteristika“ z výpisu osobního vězeňského spisu
- Ostrov 1954: „Je vychytralé, prospěchářské povahy, vyhledává společnost z řad intelektuálů, pracuje v hlubině jako pomocník lámače, velmi špatná pracovní morálka.“
- Bytíz 1955: „Korekce 10 dnů pro narušování pracovní morálky – nástup 11.7.55 Skončena na rozkaz náčelníka věznice č.1 dne 14.7.55“
- Mírov 1955: „Pracuje na dílně Moravolen jako sukař, buržoazní morálku, zarytě nepřátelský.“
- Mírov 1956: 3.7.56 nachází se od 18.8.55 po zánětu mozkových blán s následnými bolestmi hlavy- zdravotní stav II., pracovně je zařazen na přísunu materiálu pro cementovou výrobu. Povahy je klidné a vychytralé.
- Valdice 1959: „Mojmír Vaněk je bývalým osobním tajemníkem bývalého prezidenta Beneše. Po únoru 48 pracoval jako odborový rada v ministerstvu Unifikací. Jedná se o člověka ve výkonu trestu neukázněného. Byl mnohokrát kázeňsky trestán, zúčastnil se hromadné stávky a hladovky odsouzených v Příbrami“ (1955), „v době příprav Ženevské konference“ (1955) „byl izolován jako nebezpečný z provokací. Jeho poměr k státnímu zřízení je nepřátelský a propaguje KDS. Po celou dobu výkonu trestu měl podprůměrnou pracovní morálku. Jedná se o člověka zarytého nepřítele lidově demokratického zřízení“
- Valdice 1959: „Během výkonu trestu pracoval v dolech, kde měl podprůměrný pracovní výkon a pracovní normy neplnil. Rovněž po zařazení na lehčí práci pracovní normu neplnil“. (Po zánětu mozkových blan, trpěl celoživotně na těžké bolesti hlavy) „V současné době pracuje v brusírně skla, kde má podprůměrnou pracovní morálku. Chování ve výkonu trestu měl zpočátku neukázněné, v poslední době se chová dobře. Nedoporučuji zařadit do klíčového průmyslu.“
- Mírov: Oto Mádr, V zápasech za Boží svět, Vyšehrad 2007, str. 41: „Bývalý sekretář prezidenta Beneše a československý zástupce v UNESCO, JUDr. Mojmír Vaněk, poslal na kněžské oddělení vynikající studii o dějinách moderní evropské hudby“.

Dne 10. května 1960 byl na amnestii po 11 letech propuštěn. Pracoval jako pomocný dělník, později odborný pracovník Národní Galerie v Praze.

### Emigrace a rehabilitace
1969 v dohodě s Národní galerií odjíždí s manželkou a její sestrou na bezplatnou dovolenou, na pozvání Art centra do Ženevy ohledně organizace výstavy čsl. umění ve Švýcarsku a Francii, kde zůstal a obdržel v roce 1985 švýcarské občanství. Tam se záhy habilitoval z dějin umění a hudby.
V roce 1991 byl rehabilitován a v témže roce promoval ve svých 80 letech, po velkém rigorózu v roce 1990 v Praze, na PhDr.
Zemřel 8. května 1992 v Ženevě, jeho urna byla převezena do Prahy, kde se v srpnu 1992 konalo slavnostní Requiem na Strahově s koncertem komorní muziky, je uložen do rodinné hrobky v Přerově.